# Lampanyctus australis
Lampanyctus australis es un pez linterna de la familia Myctophidae. Habita en profundidades de hasta 500 metros. Su longitud es de unos 13 centímetros. Es una especie mesopelágica.
Lampanyctus australis es depredado por Trachurus capensis, Lepidorhynchus denticulatus, Macruronus novaezelandiae y Pterodroma incerta.